# 橘ユキコ
橘 ユキコ（たちばな ユキコ、旧芸名：橘 雪子、1951年1月10日 ‐ ）は、日本の女優。東京都出身。血液型はB型、身長158cm。日活ロマンポルノ出身であるが、終了後は一般作品への出演が増えている。

## 出演

### 映画
1975年
- トラックSEX野郎 ポルノ深夜便

1977年
- 発情痴帯
- 女子大生 ひと夏の体験
- 本番 ほんばん

1978年
- おんな刑務所
- 淫絶海女 うずく
- (秘)肉体調教師
- 未亡人下宿 ただのり
- 未亡人下宿 初のり

1979年
- 宇能鴻一郎の濡れて開
- 団鬼六 縄と肌
- 東京エロス千夜一夜
- 凌辱＜こます＞
- Mrジレンマン 色情狂い - 岩田百恵 役
- むちむちネオン街 私たべごろ
- レイプハリケーン 裂く!!
- 団地妻 肉欲の陶酔
- 好色美容師 肉体の報酬
- 白いふくらみ
- 東京エロス千夜一夜
- 宇能鴻一郎の女体育教師
- 未亡人下宿 のり逃げ
- 未亡人下宿 初泣き

1980年
- 未亡人下宿 初濡らし
- 未亡人下宿 あの道この道教えます
- クライマックス 犯される花嫁
- 宇能鴻一郎の貝くらべ
- 団鬼六 白衣縄地獄

1981年
- 婦人科病棟 やさしくもんで
- 制服体験トリオ わたし熟れごろ
- 肉体保険 ベッドでサイン

1982年
- 宇能鴻一郎の人妻いじめ
- キャバレー日記
- 鏡の中の悦楽
- 宇能鴻一郎の女医も濡れるの
- 受験慰安婦

1983年
- 武蔵野心中
- 女教師は二度犯される
- 愛獣 猟る

1984年
- 団地妻 サラ金地獄
- 女高生日記 乙女の祈り

1985年
- 縄肌三姉妹
- 縄の女王
- OL監禁

1986年
- コミック雑誌なんかいらない!
- 薄毛の19才

1987年
- HOT STAFF 快感SEXクリニック
- 痴漢サギ師　まさぐる指先

1988年
- ラスト・キャバレー
- 木村家の人びと

1990年
- 病院へ行こう

1994年
- 熱帯楽園倶楽部

1997年
- シャ乱Qの演歌の花道

1998年
- ショムニ
- 酔夢夜景
- 元気の神様

1999年
- 新唐獅子株式会社
- コキーユ 貝殻
- お受験 OJUKEN
- 共犯者
- 秘密

2001年
- みんなのいえ

2003年
- 夢 追いかけて Touch a Dream 浜名湖発 学び座

2004年
- 69 sixty nine

2007年
- あかね空 - おくめ
- めがね - おばさん

2008年
- クライマーズ・ハイ
- おくりびと
- 十年愛

2013年
- 真夏の方程式

### テレビドラマ
NHK
- 五瓣の椿（2001年） - 粂八 役
- ルームシェアの女（2005年） - 田代さん 役

日本テレビ
- 探偵物語（1979年） - 京子
- 気分は名探偵（1984年） - 橋口京子 役
- 悪女（1992年、制作・読売テレビ）
- すいか（2003年） ‐ 井出佳織 役
- あいのうた（2005年） - 山田警務課長 役
- 火曜サスペンス劇場
  - 「フルムーン旅情ミステリー7」（1993年）
  - 「検事・霞夕子25」（2005年） - 杉山伸代 役

TBS
- 花嫁人形は眠らない（1986年） - 八百屋おかみ
- 時間ですよふたたび（1987年） - やえ
- 時間ですよたびたび（1988年） - 秋さん
- またのお越しを（2003年） - 前田知恵 役
- 月曜ドラマスペシャル
  - 「早乙女千春の添乗報告書3」（1996年） - 片桐昌子 役
- 月曜ミステリー劇場
  - 「告発弁護士シリーズ1」（2001年） - 徳田秀子 役
  - 「棟居刑事シリーズ1」（2001年） - 坂崎洋子 役
  - 「十津川警部シリーズ29」（2003年） - 畑宏子 役
- 月曜ゴールデン
  - 「女タクシードライバーの事件日誌5」（2010年） - 長谷川よし子 役
  - 「内部調査官・水平直の報告書」（2011年） - 鈴木啓子 役

フジテレビ
- 世にも奇妙な物語
  - 「マイホーム」（1990年） - 浅井京子 役
  - 「つまらない男」（1991年） - 遠藤明子 役
- ラスト・フレンド（1993年）
- パーフェクトラブ!（1999年） - 小山田ハルミ 役
- ザ・美容室（2000年）
- 白い巨塔（2003年） - 則内喜久子 役
- エンジン（2005年）
- ガリレオ 第1話（2007年10月15日、フジテレビ）
- 任侠ヘルパー（2009年 - 2011年） - 松原浩美 役
- 昼顔〜平日午後3時の恋人たち〜（2014年） - 松田峰子 役

テレビ朝日
- ただいま絶好調!（1985年）
- 土曜ワイド劇場
  - 「セールスレディ連続殺人事件」（1991年）
  - 「終着駅シリーズ23」（2009年） - 及川洋子 役

テレビ東京
- 新大江戸捜査網 第18話「おんな牢しのび肌」（1984年） - 女郎
- 水曜ミステリー9
  - 「湯けむりドクター華岡万里子の温泉事件簿2」（2006年） - 島田喜代子 役